# فرانس بروالد
فرانس بروالد (انگلیسی: Franz Berwald؛ ۲۳ ژوئیهٔ ۱۷۹۶ – ۳ آوریل ۱۸۶۸) آهنگساز، استاد دانشگاه، و جراح اهل سوئد بود.
او در ابتدای، جراحی ارتوپدی را آغاز کرد و سپس مدیریت کارخانه شیشه سازی و چوب سازی را به عهده گرفت.
بعد از مرگش به عنوان یک آهنگساز شناخته شد.

## زندگی
بروالد در استکهلم متولد شد. او در یک خانواده با چهار نسل از نوازندگان به دنیا آمد. پدرش نوازنده ویلون در اپرای سلطنتی بود.
او ویلون را در کودکی آموخت و به سرعت در ارکستر شرکت کرد.
او به سرسر اسکاندیناوی، فنلاند و روسیه سفر کرد.
سمفونی شماره 1 "G minor, "Sérieuse تنها یکی از چهار سمفونی بروالد می‌باشد که در عمرش اجرا شد.
ده سال بعد از مرگش، سمفونی شماره ۴ او در سال ۱۸۷۸ به نمایش گذاشته شد.